# Clinton (Tennessee)
Clinton település az Amerikai Egyesült Államok Tennessee államában, Anderson megyében, melynek megyeszékhelye is. Lakosainak száma 10 056 fő (2020. április 1.).

## Népesség
A település népességének változása:

| 2010 | 9 841  |
| 2020 | 10 056 |